# MLB Seizoen 2022
Het MLB Seizoen 2022, is het 121e seizoen van de Major League Baseball. Het verkorte voorseizoen, ook wel Spring Training begon op 17 maart en eindigde op 6 april 2022. Het reguliere seizoen startte op 7 april en eindigde op 5 oktober. De 92e Major League Baseball All-Star Game werd gespeeld op 19 juli 2022 in het stadion van de Los Angeles Dodgers, namelijk Dodger Stadium. Het naseizoen, of te wel Postseason begon op 5 oktober. De eerste World Series wedstrijd werd gespeeld op 28 oktober en na 6 gespeelde wedstrijden, op 5 november 2022, gewonnen door de Houston Astros. 
De start van het seizoen werd vertraagd door een lock-out (een soort werkonderbreking) van spelers die inging op 2 december 2021 na het verstrijken van de collectieve arbeidsovereenkomst (CAO) tussen de MLB en de Major League Baseball Players Association (MLBPA) uit 2016. Uiteindelijk op 10 maart 2022 kwamen de MLB en MLBPA een nieuwe vijfjarige collectieve arbeidsovereenkomst overeen met 7 april als openingsdag (in plaats van 31 maart zoals oorspronkelijk was gepland). Onder het nieuwe contract wordt het 'postseason' uitgebreid van 10 naar 12 teams en zal dit het eerste seizoen zijn waarin de National League, samen met de American League, de designated hitter (aangewezen slagman) permanent zal introduceren. 

## Teams

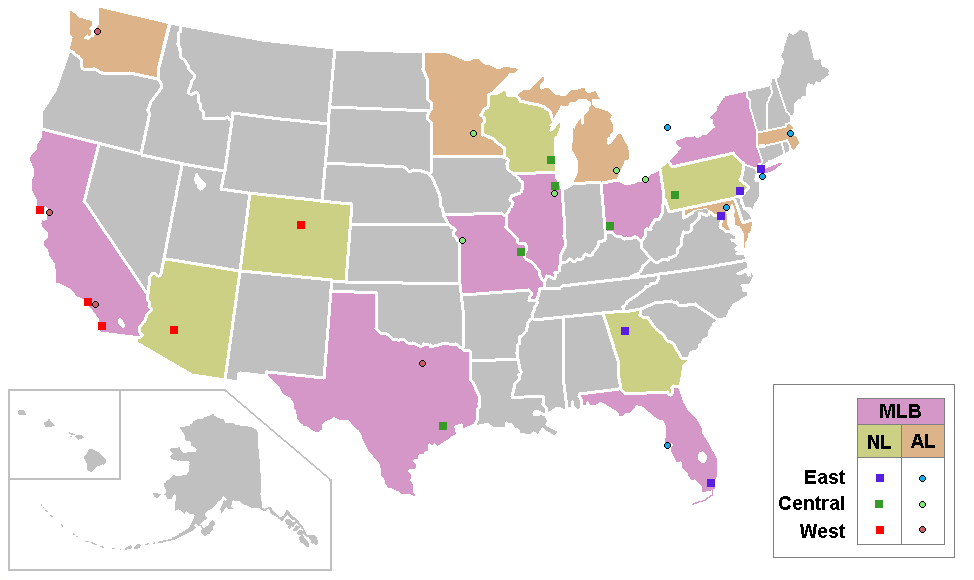
Thuisbasis huidige MLB-teams

De MLB competitie telt 30 teams. Er zijn twee leagues, namelijk de American League en de National League. Iedere league bestaat uit 15 teams. Deze zijn op zich weer verdeeld in 3 divisies van vijf teams (East, Central en West).

### American League 2022
| Divisie | Team                | Stad                     | Stadion                     |
| ------- | ------------------- | ------------------------ | --------------------------- |
| East    | Baltimore Orioles   | Baltimore, Maryland      | Oriole Park at Camden Yards |
| East    | Boston Red Sox      | Boston, Massachusetts    | Fenway Park                 |
| East    | New York Yankees    | Bronx, New York          | Yankee Stadium              |
| East    | Tampa Bay Rays      | St. Petersburg, Florida  | Tropicana Field             |
| East    | Toronto Blue Jays   | Toronto, Ontario, Canada | Rogers Centre               |
| Central | Chicago White Sox   | Chicago, Illinois        | Guaranteed Rate Field       |
| Central | Cleveland Guardians | Cleveland, Ohio          | Progressive Field           |
| Central | Detroit Tigers      | Detroit, Michigan        | Comerica Park               |
| Central | Kansas City Royals  | Kansas City, Missouri    | Kauffman Stadium            |
| Central | Minnesota Twins     | Minneapolis, Minnesota   | Target Field                |
| West    | Houston Astros      | Houston, Texas           | Minute Maid Park            |
| West    | Los Angeles Angels  | Anaheim, Californië      | Angel Stadium of Anaheim    |
| West    | Oakland Athletics   | Oakland, Californië      | Oakland Coliseum            |
| West    | Seattle Mariners    | Seattle, Washington      | T-Mobile Park               |
| West    | Texas Rangers       | Arlington, Texas         | Globe Life Field            |

### National League 2022
| Divisie | Team                  | Stad                       | Stadion                  |
| ------- | --------------------- | -------------------------- | ------------------------ |
| East    | Atlanta Braves        | Atlanta, Georgia           | Truist Park              |
| East    | Miami Marlins         | Miami, Florida             | LoanDepot Park           |
| East    | New York Mets         | Queens, New York           | Citi Field               |
| East    | Philadelphia Phillies | Philadelphia, Pennsylvania | Citizens Bank Park       |
| East    | Washington Nationals  | Washington, D.C.           | Nationals Park           |
| Central | Chicago Cubs          | Chicago, Illinois          | Wrigley Field            |
| Central | Cincinnati Reds       | Cincinnati, Ohio           | Great American Ball Park |
| Central | Milwaukee Brewers     | Milwaukee, Wisconsin       | American Family Field    |
| Central | Pittsburgh Pirates    | Pittsburgh, Pennsylvania   | PNC Park                 |
| Central | St. Louis Cardinals   | St. Louis, Missouri        | Busch Stadium            |
| West    | Arizona Diamondbacks  | Phoenix, Arizona           | Chase Field              |
| West    | Colorado Rockies      | Denver, Colorado           | Coors Field              |
| West    | Los Angeles Dodgers   | Los Angeles, Californië    | Dodger Stadium           |
| West    | San Diego Padres      | San Diego, Californië      | Petco Park               |
| West    | San Francisco Giants  | San Francisco, Californië  | Oracle Park              |

## Regulier Seizoen & Eindstanden

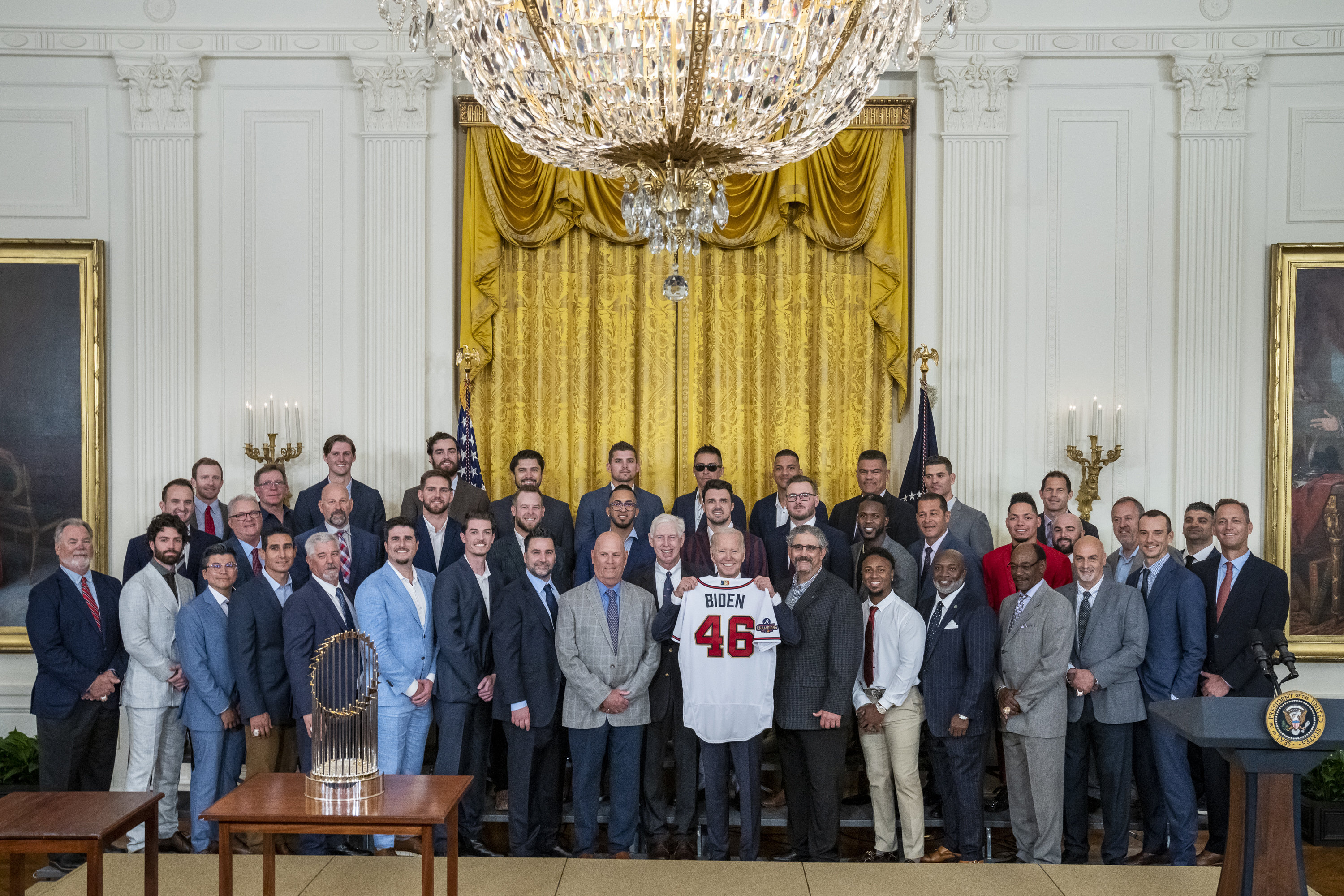
De World Series winnaar van 2021, de Atlanta Braves, werden op 26 september 2022 ontvangen door president Biden in het Witte Huis

Zoals in juli 2021 al bekend werd gemaakt, speelt het team van Cleveland met de nieuwe naam Cleveland Guardians, voorheen Cleveland Indians genaamd.

### American League
Na 162 wedstrijden | Betekenis afkortingen: Gewonnen | Verloren | Gemiddelde | Achterstand

★ Naar de American League Wild Card Series

Eindstand per 5 oktober 2022
American League East
| Team                      | G  | V  | Gem.  | A  | Thuis G - V | Uit G - V |
| ------------------------- | -- | -- | ----- | -- | ----------- | --------- |
| New York Yankees (AL2)    | 99 | 63 | 0.611 | -  | 57 - 24     | 42 - 39   |
| Toronto Blue Jays ★ (AL4) | 92 | 70 | 0.568 | 7  | 47 - 34     | 45 - 36   |
| Tampa Bay Rays ★ (AL6)    | 86 | 76 | 0.531 | 13 | 51 - 30     | 35 - 46   |
| Baltimore Orioles         | 83 | 79 | 0.512 | 16 | 45 - 36     | 38 - 43   |
| Boston Red Sox            | 78 | 84 | 0.481 | 21 | 43 - 38     | 35 - 46   |

American League Central
| Team                        | G  | V  | Gem.  | A  | Thuis G - V | Uit G - V |
| --------------------------- | -- | -- | ----- | -- | ----------- | --------- |
| Cleveland Guardians ★ (AL3) | 92 | 70 | 0.568 | -  | 46 - 35     | 46 - 35   |
| Chicago White Sox           | 81 | 81 | 0.500 | 11 | 37 - 44     | 44 - 37   |
| Minnesota Twins             | 78 | 84 | 0.481 | 14 | 46 - 35     | 32 - 49   |
| Detroit Tigers              | 66 | 96 | 0.407 | 26 | 36 - 46     | 30 - 50   |
| Kansas City Royals          | 65 | 97 | 0.401 | 27 | 39 - 42     | 26 - 55   |

American League West
| Team                     | G   | V   | Gem.  | A  | Thuis G - V | Uit G - V |
| ------------------------ | --- | --- | ----- | -- | ----------- | --------- |
| Houston Astros (AL1)     | 106 | 56  | 0.654 | -  | 55 - 26     | 51 - 30   |
| Seattle Mariners ★ (AL5) | 90  | 72  | 0.556 | 16 | 46 - 35     | 44 - 37   |
| Los Angeles Angels       | 73  | 89  | 0.451 | 33 | 40 - 41     | 33 - 48   |
| Texas Rangers            | 68  | 94  | 0.420 | 38 | 34 - 47     | 34 - 47   |
| Oakland Athletics        | 60  | 102 | 0.370 | 46 | 29 - 51     | 31 - 51   |

### National League
Na 162 wedstrijden | Betekenis afkortingen: Gewonnen | Verloren | Gemiddelde | Achterstand

✦ Naar de National League Wild Card Series 

Eindstand per 5 oktober 2022
National League East
| Team                          | G   | V   | Gem.  | A  | Thuis G - V | Uit G - V |
| ----------------------------- | --- | --- | ----- | -- | ----------- | --------- |
| Atlanta Braves (NL2)          | 101 | 61  | 0.623 | -  | 55 - 26     | 46 - 35   |
| New York Mets ✦ (NL4)         | 101 | 61  | 0.623 | -  | 54 - 27     | 47 - 34   |
| Philadelphia Phillies ✦ (NL6) | 87  | 75  | 0.537 | 14 | 47 - 34     | 40 - 41   |
| Miami Marlins                 | 69  | 93  | 0.426 | 32 | 34 - 47     | 35 - 46   |
| Washington Nationals          | 55  | 107 | 0.340 | 46 | 26 - 55     | 29 - 52   |

Na 162 wedstrijden was de stand in divisie tussen de Atlanta Braves en de New York Mets gelijk (101 - 61).

De Braves wonnen de NL East door de onderlinge resultaten tegen de Mets dit seizoen (10 - 9).
National League Central
| Team                        | G  | V   | Gem.  | A  | Thuis G - V | Uit G - V |
| --------------------------- | -- | --- | ----- | -- | ----------- | --------- |
| St. Louis Cardinals ✦ (NL3) | 93 | 69  | 0.574 | -  | 53 - 28     | 40 - 41   |
| Milwaukee Brewers           | 86 | 76  | 0.531 | 7  | 46 - 35     | 40 - 41   |
| Chicago Cubs                | 74 | 88  | 0.457 | 19 | 37 - 44     | 37 - 44   |
| Pittsburgh Pirates          | 62 | 100 | 0.383 | 31 | 34 - 47     | 28 - 53   |
| Cincinnati Reds             | 62 | 100 | 0.383 | 31 | 33 - 48     | 29 - 52   |

National League West
| Team                      | G   | V  | Gem.  | A  | Thuis G - V | Uit G - V |
| ------------------------- | --- | -- | ----- | -- | ----------- | --------- |
| Los Angeles Dodgers (NL1) | 111 | 51 | 0.685 | -  | 57 - 24     | 54 - 27   |
| San Diego Padres ✦ (NL5)  | 89  | 73 | 0.549 | 22 | 44 - 37     | 45 - 36   |
| San Francisco Giants      | 81  | 81 | 0.500 | 30 | 44 - 37     | 37 - 44   |
| Arizona Diamondbacks      | 74  | 88 | 0.457 | 37 | 40 - 41     | 34 - 47   |
| Colorado Rockies          | 68  | 94 | 0.420 | 43 | 41 - 40     | 27 - 54   |

## Postseason Schema
Vanaf dit seizoen gaan 12 teams door naar het postseason. De Wild Card Series bestaat uit acht teams, die een best-of-3 series spelen. Dit zijn de drie winnaars van de Wild Card en slechtste divisie winnaar. Tijdens de Division Series spelen de twee Wild Card Series winnaars tegen de twee beste divisie winnaars.
|  | Wild Card Series Best of 3 (ALWCS, NLWCS) | Wild Card Series Best of 3 (ALWCS, NLWCS) | Wild Card Series Best of 3 (ALWCS, NLWCS) |   |                     | Division Series Best of 5 (ALDS, NLDS) | Division Series Best of 5 (ALDS, NLDS) | Division Series Best of 5 (ALDS, NLDS) |  |     | League Championship Series Best of 7 (ALCS, NLCS) | League Championship Series Best of 7 (ALCS, NLCS) | League Championship Series Best of 7 (ALCS, NLCS) |  |     | World Series Best of 7 | World Series Best of 7 | World Series Best of 7 |
|  |                                           |                                           |                                           |   |                     |                                        |                                        |                                        |  |     |                                                   |                                                   |                                                   |  |     |                        |                        |                        |
|  | AL1                                       | Houston Astros                            | -                                         |   |                     |                                        |                                        |                                        |  |     |                                                   |                                                   |                                                   |  |     |                        |                        |                        |
|  | -                                         | Als 1e divisie winnaar geplaatst          | -                                         |   |                     |                                        |                                        |                                        |  |     |                                                   |                                                   |                                                   |  |     |                        |                        |                        |
|  | -                                         | Als 1e divisie winnaar geplaatst          | -                                         |   | AL1                 | Houston Astros                         | 3                                      |                                        |  |     |                                                   |                                                   |                                                   |  |     |                        |                        |                        |
|  |                                           |                                           |                                           |   | AL1                 | Houston Astros                         | 3                                      |                                        |  |     |                                                   |                                                   |                                                   |  |     |                        |                        |                        |
|  |                                           | AL5                                       | Seattle Mariners                          | 0 |                     |                                        |                                        |                                        |  |     |                                                   |                                                   |                                                   |  |     |                        |                        |                        |
|  | AL4                                       | AL5                                       | Seattle Mariners                          | 0 | Toronto Blue Jays   | 0                                      |                                        |                                        |  |     |                                                   |                                                   |                                                   |  |     |                        |                        |                        |
|  | AL4                                       |                                           |                                           |   | Toronto Blue Jays   | 0                                      |                                        |                                        |  |     |                                                   |                                                   |                                                   |  |     |                        |                        |                        |
|  | AL5                                       | Seattle Mariners                          | 2                                         |   |                     |                                        |                                        |                                        |  |     |                                                   |                                                   |                                                   |  |     |                        |                        |                        |
|  | AL5                                       | Seattle Mariners                          | 2                                         |   |                     |                                        |                                        |                                        |  | AL1 | Houston Astros                                    | 4                                                 |                                                   |  |     |                        |                        |                        |
|  |                                           |                                           |                                           |   |                     |                                        |                                        |                                        |  | AL1 | Houston Astros                                    | 4                                                 |                                                   |  |     |                        |                        |                        |
|  |                                           | AL2                                       | New York Yankees                          | 0 |                     |                                        |                                        |                                        |  |     |                                                   |                                                   |                                                   |  |     |                        |                        |                        |
|  | AL2                                       | AL2                                       | New York Yankees                          | 0 | New York Yankees    | -                                      |                                        |                                        |  |     |                                                   |                                                   |                                                   |  |     |                        |                        |                        |
|  | AL2                                       |                                           |                                           |   | New York Yankees    | -                                      |                                        |                                        |  |     |                                                   |                                                   |                                                   |  |     |                        |                        |                        |
|  | -                                         | Als 2e divisie winnaar geplaatst          | -                                         |   |                     |                                        |                                        |                                        |  |     |                                                   |                                                   |                                                   |  |     |                        |                        |                        |
|  | -                                         | Als 2e divisie winnaar geplaatst          | -                                         |   | AL2                 | New York Yankees                       | 3                                      |                                        |  |     |                                                   |                                                   |                                                   |  |     |                        |                        |                        |
|  |                                           |                                           |                                           |   | AL2                 | New York Yankees                       | 3                                      |                                        |  |     |                                                   |                                                   |                                                   |  |     |                        |                        |                        |
|  |                                           | AL3                                       | Cleveland Guardians                       | 2 |                     |                                        |                                        |                                        |  |     |                                                   |                                                   |                                                   |  |     |                        |                        |                        |
|  | AL3                                       | AL3                                       | Cleveland Guardians                       | 2 | Cleveland Guardians | 2                                      |                                        |                                        |  |     |                                                   |                                                   |                                                   |  |     |                        |                        |                        |
|  | AL3                                       |                                           |                                           |   | Cleveland Guardians | 2                                      |                                        |                                        |  |     |                                                   |                                                   |                                                   |  |     |                        |                        |                        |
|  | AL6                                       | Tampa Bay Rays                            | 0                                         |   |                     |                                        |                                        |                                        |  |     |                                                   |                                                   |                                                   |  |     |                        |                        |                        |
|  | AL6                                       | Tampa Bay Rays                            | 0                                         |   |                     |                                        |                                        |                                        |  |     |                                                   |                                                   |                                                   |  | AL1 | Houston Astros         | 4                      |                        |
|  |                                           |                                           |                                           |   |                     |                                        |                                        |                                        |  |     |                                                   |                                                   |                                                   |  | AL1 | Houston Astros         | 4                      |                        |
|  |                                           | NL6                                       | Philadelphia Phillies                     | 2 |                     |                                        |                                        |                                        |  |     |                                                   |                                                   |                                                   |  |     |                        |                        |                        |
|  | NL1                                       | NL6                                       | Philadelphia Phillies                     | 2 | Los Angeles Dodgers | -                                      |                                        |                                        |  |     |                                                   |                                                   |                                                   |  |     |                        |                        |                        |
|  | NL1                                       |                                           |                                           |   | Los Angeles Dodgers | -                                      |                                        |                                        |  |     |                                                   |                                                   |                                                   |  |     |                        |                        |                        |
|  | -                                         | Als 1e divisie winnaar geplaatst          | -                                         |   |                     |                                        |                                        |                                        |  |     |                                                   |                                                   |                                                   |  |     |                        |                        |                        |
|  | -                                         | Als 1e divisie winnaar geplaatst          | -                                         |   | NL1                 | Los Angeles Dodgers                    | 1                                      |                                        |  |     |                                                   |                                                   |                                                   |  |     |                        |                        |                        |
|  |                                           |                                           |                                           |   | NL1                 | Los Angeles Dodgers                    | 1                                      |                                        |  |     |                                                   |                                                   |                                                   |  |     |                        |                        |                        |
|  |                                           | NL5                                       | San Diego Padres                          | 3 |                     |                                        |                                        |                                        |  |     |                                                   |                                                   |                                                   |  |     |                        |                        |                        |
|  | NL4                                       | NL5                                       | San Diego Padres                          | 3 | New York Mets       | 1                                      |                                        |                                        |  |     |                                                   |                                                   |                                                   |  |     |                        |                        |                        |
|  | NL4                                       |                                           |                                           |   | New York Mets       | 1                                      |                                        |                                        |  |     |                                                   |                                                   |                                                   |  |     |                        |                        |                        |
|  | NL5                                       | San Diego Padres                          | 2                                         |   |                     |                                        |                                        |                                        |  |     |                                                   |                                                   |                                                   |  |     |                        |                        |                        |
|  | NL5                                       | San Diego Padres                          | 2                                         |   |                     |                                        |                                        |                                        |  | NL5 | San Diego Padres                                  | 1                                                 |                                                   |  |     |                        |                        |                        |
|  |                                           |                                           |                                           |   |                     |                                        |                                        |                                        |  | NL5 | San Diego Padres                                  | 1                                                 |                                                   |  |     |                        |                        |                        |
|  |                                           | NL6                                       | Philadelphia Phillies                     | 4 |                     |                                        |                                        |                                        |  |     |                                                   |                                                   |                                                   |  |     |                        |                        |                        |
|  | NL2                                       | NL6                                       | Philadelphia Phillies                     | 4 | Atlanta Braves      | -                                      |                                        |                                        |  |     |                                                   |                                                   |                                                   |  |     |                        |                        |                        |
|  | NL2                                       |                                           |                                           |   | Atlanta Braves      | -                                      |                                        |                                        |  |     |                                                   |                                                   |                                                   |  |     |                        |                        |                        |
|  | -                                         | Als 2e divisie winnaar geplaatst          | -                                         |   |                     |                                        |                                        |                                        |  |     |                                                   |                                                   |                                                   |  |     |                        |                        |                        |
|  | -                                         | Als 2e divisie winnaar geplaatst          | -                                         |   | NL2                 | Atlanta Braves                         | 1                                      |                                        |  |     |                                                   |                                                   |                                                   |  |     |                        |                        |                        |
|  |                                           |                                           |                                           |   | NL2                 | Atlanta Braves                         | 1                                      |                                        |  |     |                                                   |                                                   |                                                   |  |     |                        |                        |                        |
|  |                                           | NL6                                       | Philadelphia Phillies                     | 3 |                     |                                        |                                        |                                        |  |     |                                                   |                                                   |                                                   |  |     |                        |                        |                        |
|  | NL3                                       | NL6                                       | Philadelphia Phillies                     | 3 | St. Louis Cardinals | 0                                      |                                        |                                        |  |     |                                                   |                                                   |                                                   |  |     |                        |                        |                        |
|  | NL3                                       |                                           |                                           |   | St. Louis Cardinals | 0                                      |                                        |                                        |  |     |                                                   |                                                   |                                                   |  |     |                        |                        |                        |
|  | NL6                                       | Philadelphia Phillies                     | 2                                         |   |                     |                                        |                                        |                                        |  |     |                                                   |                                                   |                                                   |  |     |                        |                        |                        |

## Postseason Uitslagen & Linescores
Afkortingen en termen:

1 t/m 9, of meer Inning | Run (Punt) | Hit (Slag) | Error (Fout) | WP (Winning pitcher ook wel winnende werper. Deze wordt toegewezen aan een werper van het winnende team) | LP (Losing pitcher ook wel verliezende werper. Deze wordt toegewezen aan een werper van het verliezende team) | Save (Wordt toegekend aan een werper die onder bepaalde voorgeschreven omstandigheden een wedstrijd voor het winnende team beëindigt) | HR (Home Run)

### American League Wild Card Series

#### Cleveland Guardians (AL3) vs. Tampa Bay Rays (AL6)

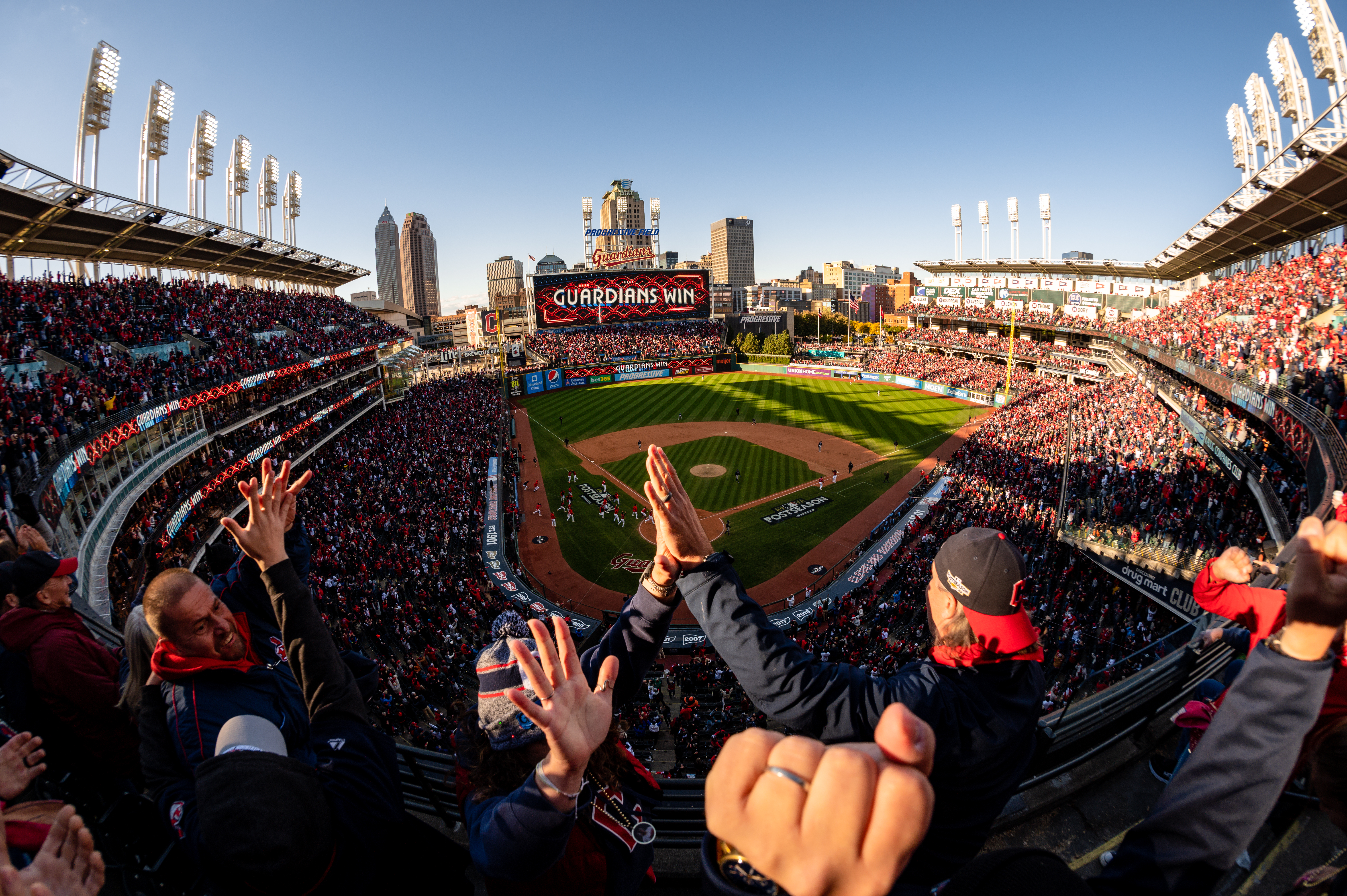
Fans van de Guardians vieren de eindoverwinning in de Wild Card Series

|                     |  |                |
| Cleveland Guardians |  | Tampa Bay Rays |

| Wedstrijd | Datum     | Uitslag                                  | Speeltijd | Toeschouwers |
| --------- | --------- | ---------------------------------------- | --------- | ------------ |
| 1         | 7 oktober | Tampa Bay Rays 1 @ Cleveland Guardians 2 | 2:17      | 30.741       |
| 2         | 8 oktober | Tampa Bay Rays 0 @ Cleveland Guardians 1 | 4:57      | 34.971       |

| Team                | 1 | 2 | 3 | 4 | 5 | 6 | 7 | 8 | 9 | R | H | E |
| ------------------- | - | - | - | - | - | - | - | - | - | - | - | - |
| Tampa Bay Rays      | 0 | 0 | 0 | 0 | 0 | 1 | 0 | 0 | 0 | 1 | 3 | 1 |
| Cleveland Guardians | 0 | 0 | 0 | 0 | 0 | 2 | 0 | 0 | X | 2 | 8 | 0 |

| Info ALWCS Game 1                                                                                                 |
| --- |
| WP (Guardians): Shane Bieber (1 - 0) / LP (Rays): Shane McClanahan (0 - 1) / Save (Guardians): Emmanuel Clase (1) |
| HR Rays: José Siri (1)                                                                                            |
| HR Guardians: José Ramírez (1)                                                                                    |
| Cleveland Guardians leidt ALWCS met 1 - 0                                                                         |
| MLB Gameday |

| Team                | 1 | 2 | 3 | 4 | 5 | 6 | 7 | 8 | 9 | 10 | 11 | 12 | 13 | 14 | 15 | R | H | E |
| ------------------- | - | - | - | - | - | - | - | - | - | -- | -- | -- | -- | -- | -- | - | - | - |
| Tampa Bay Rays      | 0 | 0 | 0 | 0 | 0 | 0 | 0 | 0 | 0 | 0  | 0  | 0  | 0  | 0  | 0  | 0 | 6 | 0 |
| Cleveland Guardians | 0 | 0 | 0 | 0 | 0 | 0 | 0 | 0 | 0 | 0  | 0  | 0  | 0  | 0  | 1  | 1 | 5 | 0 |

| Info ALWCS Game 2                                                               |
| ------------------------------------------------------------------------------- |
| WP (Guardians): Sam Hentges (1 - 0) / LP (Rays): Corey Kluber (0 - 1) / Save: - |
| HR Rays: -                                                                      |
| HR Guardians: Oscar González (1)                                                |
| Cleveland Guardians wint ALWCS met 2 - 0                                        |
| MLB Gameday                                                                     |

#### Toronto Blue Jays (AL4) vs. Seattle Mariners (AL5)
|                   |  |                  |
| Toronto Blue Jays |  | Seattle Mariners |

| Wedstrijd | Datum     | Uitslag                                   | Speeltijd | Toeschouwers |
| --------- | --------- | ----------------------------------------- | --------- | ------------ |
| 1         | 7 oktober | Seattle Mariners 4 @ Toronto Blue Jays 0  | 3:01      | 47.402       |
| 2         | 8 oktober | Seattle Mariners 10 @ Toronto Blue Jays 9 | 4:15      | 47.156       |

| Team              | 1 | 2 | 3 | 4 | 5 | 6 | 7 | 8 | 9 | R | H | E |
| ----------------- | - | - | - | - | - | - | - | - | - | - | - | - |
| Seattle Mariners  | 3 | 0 | 0 | 0 | 1 | 0 | 0 | 0 | 0 | 4 | 7 | 0 |
| Toronto Blue Jays | 0 | 0 | 0 | 0 | 0 | 0 | 0 | 0 | 0 | 0 | 7 | 0 |

| Info ALWCS Game 1                                                                    |
| ------------------------------------------------------------------------------------ |
| WP (Mariners): Luis Castillo (1 - 0) / LP (Blue Jays): Alek Manoah (0 - 1) / Save: - |
| HR Mariners: Cal Raleigh (1)                                                         |
| HR Blue Jays: -                                                                      |
| Seattle Mariners leidt ALWCS met 1 - 0                                               |
| MLB Gameday                                                                          |

| Team              | 1 | 2 | 3 | 4 | 5 | 6 | 7 | 8 | 9 | R  | H  | E |
| ----------------- | - | - | - | - | - | - | - | - | - | -- | -- | - |
| Seattle Mariners  | 0 | 0 | 0 | 0 | 1 | 4 | 0 | 4 | 1 | 10 | 13 | 0 |
| Toronto Blue Jays | 0 | 2 | 1 | 1 | 4 | 0 | 1 | 0 | 0 | 9  | 12 | 1 |

| Info ALWCS Game 2                                                                                               |
| --- |
| WP (Mariners): Andrés Muñoz (1 - 0) / LP (Blue Jays): Jordan Romano (0 - 1) / Save (Mariners): George Kirby (1) |
| HR Mariners: Carlos Santana (1)                                                                                 |
| HR Blue Jays: Teoscar Hernández 2 (2)                                                                           |
| Seattle Mariners wint ALWCS met 2 - 0                                                                           |
| MLB Gameday |

### National League Wild Card Series

#### St. Louis Cardinals (NL3) vs. Philadelphia Phillies (NL6)
|                     |  |                       |
| St. Louis Cardinals |  | Philadelphia Phillies |

| Wedstrijd | Datum     | Uitslag                                         | Speeltijd | Toeschouwers |
| --------- | --------- | ----------------------------------------------- | --------- | ------------ |
| 1         | 7 oktober | Philadelphia Phillies 6 @ St. Louis Cardinals 3 | 3:27      | 45.911       |
| 2         | 8 oktober | Philadelphia Phillies 2 @ St. Louis Cardinals 0 | 3:16      | 48.515       |

| Team                  | 1 | 2 | 3 | 4 | 5 | 6 | 7 | 8 | 9 | R | H | E |
| --------------------- | - | - | - | - | - | - | - | - | - | - | - | - |
| Philadelphia Phillies | 0 | 0 | 0 | 0 | 0 | 0 | 0 | 0 | 6 | 6 | 5 | 0 |
| St. Louis Cardinals   | 0 | 0 | 0 | 0 | 0 | 0 | 2 | 0 | 1 | 3 | 5 | 0 |

| Info NLWCS Game 1                                                                       |
| --------------------------------------------------------------------------------------- |
| WP (Phillies): David Robertson (1 - 0) / LP (Cardinals): Ryan Helsley (0 - 1) / Save: - |
| HR Phillies: -                                                                          |
| HR Cardinals: Juan Yepez (1)                                                            |
| Philadelphia Phillies leidt NLWCS met 1 - 0                                             |
| MLB Gameday                                                                             |

| Team                  | 1 | 2 | 3 | 4 | 5 | 6 | 7 | 8 | 9 | R | H | E |
| --------------------- | - | - | - | - | - | - | - | - | - | - | - | - |
| Philadelphia Phillies | 0 | 1 | 0 | 0 | 1 | 0 | 0 | 0 | 0 | 2 | 4 | 1 |
| St. Louis Cardinals   | 0 | 0 | 0 | 0 | 0 | 0 | 0 | 0 | 0 | 0 | 5 | 0 |

| Info NLWCS Game 2                                                                                           |
| --- |
| WP (Phillies): Aaron Nola (1 - 0) / LP (Cardinals): Miles Mikolas (0 - 1) / Save (Phillies): Zach Eflin (1) |
| HR Phillies: Bryce Harper (1)                                                                               |
| HR Cardinals: -                                                                                             |
| Philadelphia Phillies wint NLWCS met 2 - 0                                                                  |
| MLB Gameday                                                                                                 |

#### New York Mets (NL4) vs. San Diego Padres (NL5)
|               |  |                  |
| New York Mets |  | San Diego Padres |

| Wedstrijd | Datum     | Uitslag                              | Speeltijd | Toeschouwers |
| --------- | --------- | ------------------------------------ | --------- | ------------ |
| 1         | 7 oktober | San Diego Padres 7 @ New York Mets 1 | 3:02      | 41.621       |
| 2         | 8 oktober | San Diego Padres 3 @ New York Mets 7 | 4:13      | 42.156       |
| 3         | 9 oktober | San Diego Padres 6 @ New York Mets 0 | 3:04      | 39.241       |

| Team             | 1 | 2 | 3 | 4 | 5 | 6 | 7 | 8 | 9 | R | H | E |
| ---------------- | - | - | - | - | - | - | - | - | - | - | - | - |
| San Diego Padres | 2 | 1 | 0 | 0 | 4 | 0 | 0 | 0 | 6 | 7 | 8 | 0 |
| New York Mets    | 0 | 0 | 0 | 0 | 1 | 0 | 0 | 0 | 0 | 1 | 7 | 0 |

| Info NLWCS Game 1                                                                    |
| ------------------------------------------------------------------------------------ |
| WP (Padres): Yu Darvish (1 - 0) / LP (Mets): Max Scherzer (0 - 1) / Save: -          |
| HR Padres: Josh Bell (1), Trent Grisham (1), Jurickson Profar (1), Manny Machado (1) |
| HR Mets: Eduardo Escobar (1)                                                         |
| San Diego Padres leidt NLWCS met 1 - 0                                               |
| MLB Gameday                                                                          |

| Team             | 1 | 2 | 3 | 4 | 5 | 6 | 7 | 8 | 9 | R | H | E |
| ---------------- | - | - | - | - | - | - | - | - | - | - | - | - |
| San Diego Padres | 0 | 0 | 1 | 0 | 1 | 0 | 0 | 0 | 1 | 3 | 6 | 0 |
| New York Mets    | 1 | 0 | 0 | 1 | 1 | 0 | 4 | 0 | X | 7 | 9 | 0 |

| Info NLWCS Game 2                                                                                 |
| ------------------------------------------------------------------------------------------------- |
| WP (Mets): Jacob deGrom (1 - 0) / LP (Padres): Nick Martinez (0 - 1) / Save (Mets): Seth Lugo (1) |
| HR Padres: Trent Grisham (2)                                                                      |
| HR Mets: Francisco Lindor (1), Pete Alonso (1)                                                    |
| Stand NLWCS is 1 - 1                                                                              |
| MLB Gameday                                                                                       |

| Team             | 1 | 2 | 3 | 4 | 5 | 6 | 7 | 8 | 9 | R | H  | E |
| ---------------- | - | - | - | - | - | - | - | - | - | - | -- | - |
| San Diego Padres | 0 | 2 | 0 | 1 | 1 | 0 | 0 | 2 | 0 | 6 | 10 | 0 |
| New York Mets    | 0 | 0 | 0 | 0 | 0 | 0 | 0 | 0 | 0 | 0 | 1  | 0 |

| Info NLWCS Game 3                                                              |
| ------------------------------------------------------------------------------ |
| WP (Padres): Joe Musgrove (1 - 0) / LP (Mets): Chris Bassitt (0 - 1) / Save: - |
| HR Padres: -                                                                   |
| HR Mets: -                                                                     |
| San Diego Padres wint NLWCS met 2 - 1                                          |
| MLB Gameday                                                                    |

### American League Division Series

#### Houston Astros (AL1) vs. Seattle Mariners (AL5)
|                |  |                  |
| Houston Astros |  | Seattle Mariners |

| Wedstrijd | Datum      | Uitslag                               | Speeltijd | Toeschouwers |
| --------- | ---------- | ------------------------------------- | --------- | ------------ |
| 1         | 11 oktober | Seattle Mariners 7 @ Houston Astros 8 | 3:59      | 41.125       |
| 2         | 13 oktober | Seattle Mariners 2 @ Houston Astros 4 | 3:15      | 41.774       |
| 3         | 15 oktober | Houston Astros 1 @ Seattle Mariners 0 | 6:22      | 47.690       |

| Team             | 1 | 2 | 3 | 4 | 5 | 6 | 7 | 8 | 9 | R | H | E |
| ---------------- | - | - | - | - | - | - | - | - | - | - | - | - |
| Seattle Mariners | 0 | 0 | 0 | 0 | 0 | 0 | 0 | 0 | 0 | 0 | 3 | 0 |
| Houston Astros   | 0 | 1 | 0 | 2 | 1 | 0 | 0 | 0 | X | 4 | 5 | 0 |

| Info ALDS Game 1                                                                  |
| --------------------------------------------------------------------------------- |
| WP (Astros): Rafael Montero (1 - 0) / LP (Mariners): Robbie Ray (0 - 1) / Save: - |
| HR Mariners: J.P. Crawford (1), Eugenio Suárez (1)                                |
| HR Astros: Yuli Gurriel (1), Alex Bregman (1), Yordan Álvarez (1)                 |
| Houston Astros leidt ALDS met 1 - 0                                               |
| MLB Gameday                                                                       |

| Team             | 1 | 2 | 3 | 4 | 5 | 6 | 7 | 8 | 9 | R | H | E |
| ---------------- | - | - | - | - | - | - | - | - | - | - | - | - |
| Seattle Mariners | 0 | 0 | 0 | 2 | 0 | 0 | 0 | 0 | 0 | 2 | 5 | 0 |
| Houston Astros   | 0 | 1 | 0 | 0 | 0 | 2 | 0 | 1 | X | 4 | 6 | 1 |

| Info ALDS Game 2                                                                                           |
| --- |
| WP (Astros): Héctor Neris (1 - 0) / LP (Mariners): Luis Castillo (0 - 1) / Save (Astros): Ryan Pressly (1) |
| HR Mariners: -                                                                                             |
| HR Astros: Kyle Tucker (1), Yordan Álvarez (2)                                                             |
| Houston Astros leidt ALDS met 2 - 0                                                                        |
| MLB Gameday                                                                                                |

| Team             | 1 | 2 | 3 | 4 | 5 | 6 | 7 | 8 | 9 | 10 | 11 | 12 | 13 | 14 | 15 | 16 | 17 | 18 | R | H  | E |
| ---------------- | - | - | - | - | - | - | - | - | - | -- | -- | -- | -- | -- | -- | -- | -- | -- | - | -- | - |
| Houston Astros   | 0 | 0 | 0 | 0 | 0 | 0 | 0 | 0 | 0 | 0  | 0  | 0  | 0  | 0  | 0  | 0  | 0  | 1  | 1 | 11 | 0 |
| Seattle Mariners | 0 | 0 | 0 | 0 | 0 | 0 | 0 | 0 | 0 | 0  | 0  | 0  | 0  | 0  | 0  | 0  | 0  | 0  | 0 | 7  | 0 |

| Info ALDS Game 3                                                                |
| ------------------------------------------------------------------------------- |
| WP (Astros): Luis García (1 - 0) / LP (Mariners): Penn Murfee (0 - 1) / Save: - |
| HR Astros: Jeremy Peña (1)                                                      |
| HR Mariners: -                                                                  |
| Houston Astros wint ALDS met 3 - 0                                              |
| MLB Gameday                                                                     |

#### New York Yankees (AL2) vs. Cleveland Guardians (AL3)
|                  |  |                     |
| New York Yankees |  | Cleveland Guardians |

| Wedstrijd | Datum      | Uitslag                                    | Speeltijd | Toeschouwers |
| --------- | ---------- | ------------------------------------------ | --------- | ------------ |
| 1         | 11 oktober | Cleveland Guardians 1 @ New York Yankees 4 | 2:56      | 47.807       |
| 2         | 14 oktober | Cleveland Guardians 4 @ New York Yankees 2 | 4:10      | 47.535       |
| 3         | 15 oktober | New York Yankees 5 @ Cleveland Guardians 6 | 3:30      | 36.483       |
| 4         | 16 oktober | New York Yankees 4 @ Cleveland Guardians 2 | 3:02      | 36.728       |
| 5         | 18 oktober | Cleveland Guardians 1 @ New York Yankees 5 | 3:11      | 48.178       |

| Team                | 1 | 2 | 3 | 4 | 5 | 6 | 7 | 8 | 9 | R | H | E |
| ------------------- | - | - | - | - | - | - | - | - | - | - | - | - |
| Cleveland Guardians | 0 | 0 | 1 | 0 | 0 | 0 | 0 | 0 | 0 | 1 | 6 | 2 |
| New York Yankees    | 0 | 0 | 1 | 0 | 1 | 2 | 0 | 0 | X | 4 | 5 | 1 |

| Info ALDS Game 1                                                                    |
| ----------------------------------------------------------------------------------- |
| WP (Yankees): Gerrit Cole (1 - 0) / LP (Guardians): Cal Quantrill (0 - 1) / Save: - |
| HR Guardians: Steven Kwan (1)                                                       |
| HR Yankees: Harrison Bader (1), Anthony Rizzo (1)                                   |
| New York Yankees leidt ALDS met 1 - 0                                               |
| MLB Gameday                                                                         |

| Team                | 1 | 2 | 3 | 4 | 5 | 6 | 7 | 8 | 9 | 10 | R | H | E |
| ------------------- | - | - | - | - | - | - | - | - | - | -- | - | - | - |
| Cleveland Guardians | 0 | 0 | 0 | 1 | 1 | 0 | 0 | 0 | 0 | 2  | 4 | 9 | 0 |
| New York Yankees    | 2 | 0 | 0 | 0 | 0 | 0 | 0 | 0 | 0 | 0  | 2 | 6 | 2 |

| Info ALDS Game 2                                                                         |
| ---------------------------------------------------------------------------------------- |
| WP (Guardians): Emmanuel Clase (1 - 0) / LP (Yankees): Jameson Taillon (0 - 1) / Save: - |
| HR Guardians: Amed Rosario (1)                                                           |
| HR Yankees: Giancarlo Stanton (1)                                                        |
| Stand ALDS is 1 - 1                                                                      |
| MLB Gameday                                                                              |

| Team                | 1 | 2 | 3 | 4 | 5 | 6 | 7 | 8 | 9 | R | H  | E |
| ------------------- | - | - | - | - | - | - | - | - | - | - | -- | - |
| New York Yankees    | 0 | 0 | 2 | 0 | 2 | 0 | 1 | 0 | 0 | 5 | 5  | 0 |
| Cleveland Guardians | 1 | 1 | 0 | 0 | 0 | 1 | 0 | 0 | 3 | 6 | 15 | 0 |

| Info ALDS Game 3                                                                    |
| ----------------------------------------------------------------------------------- |
| WP (Guardians): Eli Morgan (1 - 0) / LP (Yankees): Clarke Schmidt (0 - 1) / Save: - |
| HR Yankees: Aaron Judge (1), Oswaldo Cabrera (1), Harrison Bader (2)                |
| HR Guardians: -                                                                     |
| Cleveland Guardians leidt ALDS met 2 - 1                                            |
| MLB Gameday                                                                         |

| Team                | 1 | 2 | 3 | 4 | 5 | 6 | 7 | 8 | 9 | R | H | E |
| ------------------- | - | - | - | - | - | - | - | - | - | - | - | - |
| New York Yankees    | 1 | 2 | 0 | 0 | 0 | 1 | 0 | 0 | 0 | 4 | 6 | 1 |
| Cleveland Guardians | 0 | 0 | 1 | 1 | 0 | 0 | 0 | 0 | 0 | 2 | 6 | 1 |

| Info ALDS Game 4                                                                                              |
| --- |
| WP (Yankees): Gerrit Cole (2 - 0) / LP (Guardians): Cal Quantrill (0 - 2) / Save (Yankees): Wandy Peralta (1) |
| HR Yankees: Harrison Bader (3)                                                                                |
| HR Guardians: Josh Naylor (1)                                                                                 |
| Stand ALDS is 2 - 2                                                                                           |
| MLB Gameday                                                                                                   |

| Team                | 1 | 2 | 3 | 4 | 5 | 6 | 7 | 8 | 9 | R | H | E |
| ------------------- | - | - | - | - | - | - | - | - | - | - | - | - |
| Cleveland Guardians | 0 | 0 | 1 | 0 | 0 | 0 | 0 | 0 | 0 | 1 | 8 | 0 |
| New York Yankees    | 3 | 1 | 0 | 0 | 1 | 0 | 0 | 0 | X | 5 | 6 | 0 |

| Info ALDS Game 5                                                                         |
| ---------------------------------------------------------------------------------------- |
| WP (Yankees): Nestor Cortes Jr. (1 - 0) / LP (Guardians): Aaron Civale (0 - 1) / Save: - |
| HR Guardians: -                                                                          |
| HR Yankees: Giancarlo Stanton (2), Aaron Judge (2)                                       |
| New York Yankees wint ALDS met 3 - 2                                                     |
| MLB Gameday                                                                              |

### National League Division Series

#### Los Angeles Dodgers (NL1) vs. San Diego Padres (NL5)
|                     |  |                  |
| Los Angeles Dodgers |  | San Diego Padres |

| Wedstrijd | Datum      | Uitslag                                    | Speeltijd | Toeschouwers |
| --------- | ---------- | ------------------------------------------ | --------- | ------------ |
| 1         | 11 oktober | San Diego Padres 3 @ Los Angeles Dodgers 5 | 3:21      | 52.407       |
| 2         | 12 oktober | San Diego Padres 5 @ Los Angeles Dodgers 3 | 3:34      | 53.122       |
| 3         | 14 oktober | Los Angeles Dodgers 1 @ San Diego Padres 2 | 3:44      | 45.137       |
| 4         | 15 oktober | Los Angeles Dodgers 3 @ San Diego Padres 5 | 3:46      | 45.139       |

| Team                | 1 | 2 | 3 | 4 | 5 | 6 | 7 | 8 | 9 | R | H | E |
| ------------------- | - | - | - | - | - | - | - | - | - | - | - | - |
| San Diego Padres    | 0 | 0 | 0 | 0 | 3 | 0 | 0 | 0 | 0 | 3 | 7 | 1 |
| Los Angeles Dodgers | 2 | 0 | 3 | 0 | 0 | 0 | 0 | 0 | X | 5 | 6 | 0 |

| Info NLDS Game 1                                                                                           |
| --- |
| WP (Dodgers): Julio Urías (1 - 0) / LP (Padres): Mike Clevinger (0 - 1) / Save (Dodgers): Chris Martin (1) |
| HR Padres: Wil Myers (1)                                                                                   |
| HR Dodgers: Trea Turner (1)                                                                                |
| Los Angeles Dodgers leidt NLDS met 1 - 0                                                                   |
| MLB Gameday                                                                                                |

| Team                | 1 | 2 | 3 | 4 | 5 | 6 | 7 | 8 | 9 | R | H  | E |
| ------------------- | - | - | - | - | - | - | - | - | - | - | -- | - |
| San Diego Padres    | 1 | 0 | 2 | 0 | 0 | 1 | 0 | 1 | 0 | 5 | 9  | 0 |
| Los Angeles Dodgers | 1 | 1 | 1 | 0 | 0 | 0 | 0 | 0 | 0 | 3 | 11 | 1 |

| Info NLDS Game 2                                                                                         |
| --- |
| WP (Padres): Yu Darvish (1 - 0) / LP (Dodgers): Brusdar Graterol (0 - 1) / Save (Padres): Josh Hader (1) |
| HR Padres: Jake Cronenworth (1), Manny Machado (1)                                                       |
| HR Dodgers: Freddie Freeman (1), Max Muncy (1), Trea Turner (2)                                          |
| Stand NLDS is 1 - 1                                                                                      |
| MLB Gameday                                                                                              |

| Team                | 1 | 2 | 3 | 4 | 5 | 6 | 7 | 8 | 9 | R | H | E |
| ------------------- | - | - | - | - | - | - | - | - | - | - | - | - |
| Los Angeles Dodgers | 0 | 0 | 0 | 0 | 1 | 0 | 0 | 0 | 0 | 1 | 6 | 1 |
| San Diego Padres    | 1 | 0 | 0 | 1 | 0 | 0 | 0 | 0 | 0 | 2 | 7 | 0 |

| Info NLDS Game 3                                                                                       |
| --- |
| WP (Padres): Blake Snell (1 - 0) / LP (Dodgers): Tony Gonsolin (0 - 1) / Save (Padres): Josh Hader (2) |
| HR Dodgers: -                                                                                          |
| HR Padres: Trent Grisham (1)                                                                           |
| San Diego Padres leidt NLDS met 2 - 1                                                                  |
| MLB Gameday                                                                                            |

| Team                | 1 | 2 | 3 | 4 | 5 | 6 | 7 | 8 | 9 | R | H | E |
| ------------------- | - | - | - | - | - | - | - | - | - | - | - | - |
| Los Angeles Dodgers | 0 | 0 | 2 | 0 | 0 | 0 | 1 | 0 | 0 | 3 | 7 | 0 |
| San Diego Padres    | 0 | 0 | 0 | 0 | 0 | 0 | 5 | 0 | X | 5 | 9 | 0 |

| Info NLDS Game 4                                                                                    |
| --------------------------------------------------------------------------------------------------- |
| WP (Padres): Tim Hill (1 - 0) / LP (Dodgers): Yency Almonte (0 - 1) / Save (Padres): Josh Hader (3) |
| HR Dodgers: -                                                                                       |
| HR Padres: -                                                                                        |
| San Diego Padres wint NLDS met 3 - 1                                                                |
| MLB Gameday                                                                                         |

#### Atlanta Braves (NL2) vs. Philadelphia Phillies (NL6)
|                |  |                       |
| Atlanta Braves |  | Philadelphia Phillies |

| Wedstrijd | Datum      | Uitslag                                    | Speeltijd | Toeschouwers |
| --------- | ---------- | ------------------------------------------ | --------- | ------------ |
| 1         | 11 oktober | Philadelphia Phillies 7 @ Atlanta Braves 6 | 3:48      | 42.641       |
| 2         | 12 oktober | Philadelphia Phillies 0 @ Atlanta Braves 3 | 2:48      | 42.735       |
| 3         | 14 oktober | Atlanta Braves 1 @ Philadelphia Phillies 9 | 3:16      | 45.538       |
| 4         | 15 oktober | Atlanta Braves 3 @ Philadelphia Phillies 8 | 3:18      | 45.660       |

| Team                  | 1 | 2 | 3 | 4 | 5 | 6 | 7 | 8 | 9 | R | H  | E |
| --------------------- | - | - | - | - | - | - | - | - | - | - | -- | - |
| Philadelphia Phillies | 2 | 0 | 2 | 2 | 1 | 0 | 0 | 0 | 0 | 7 | 12 | 0 |
| Atlanta Braves        | 0 | 1 | 0 | 0 | 2 | 0 | 0 | 0 | 3 | 6 | 9  | 1 |

| Info NLDS Game 1                                                                       |
| -------------------------------------------------------------------------------------- |
| WP (Phillies): Seranthony Domínguez (1 - 0) / LP (Braves): Max Fried (0 - 1) / Save: - |
| HR Phillies: -                                                                         |
| HR Braves: Travis d'Arnaud (1), Matt Olson (1)                                         |
| Philadelphia Phillies leidt NLDS met 1 - 0                                             |
| MLB Gameday                                                                            |

| Team                  | 1 | 2 | 3 | 4 | 5 | 6 | 7 | 8 | 9 | R | H | E |
| --------------------- | - | - | - | - | - | - | - | - | - | - | - | - |
| Philadelphia Phillies | 0 | 0 | 0 | 0 | 0 | 0 | 0 | 0 | 0 | 0 | 3 | 0 |
| Atlanta Braves        | 0 | 0 | 0 | 0 | 0 | 3 | 0 | 0 | X | 3 | 4 | 0 |

| Info NLDS Game 2                                                                                          |
| --- |
| WP (Braves): Kyle Wright (1 - 0) / LP (Phillies): Zack Wheeler (0 - 1) / Save (Braves): Kenley Jansen (1) |
| HR Phillies: -                                                                                            |
| HR Braves: -                                                                                              |
| Stand NLDS is 1 - 1                                                                                       |
| MLB Gameday                                                                                               |

| Team                  | 1 | 2 | 3 | 4 | 5 | 6 | 7 | 8 | 9 | R | H | E |
| --------------------- | - | - | - | - | - | - | - | - | - | - | - | - |
| Atlanta Braves        | 0 | 0 | 0 | 0 | 0 | 1 | 0 | 0 | 0 | 1 | 6 | 1 |
| Philadelphia Phillies | 0 | 0 | 6 | 0 | 0 | 0 | 3 | 0 | X | 9 | 8 | 2 |

| Info NLDS Game 3                                                                   |
| ---------------------------------------------------------------------------------- |
| WP (Phillies): Aaron Nola (1 - 0) / LP (Braves): Spencer Strider (0 - 1) / Save: - |
| HR Braves: -                                                                       |
| HR Phillies: Rhys Hoskins (1), Bryce Harper (1)                                    |
| Philadelphia Phillies leidt NLDS met 2 - 1                                         |
| MLB Gameday                                                                        |

| Team                  | 1 | 2 | 3 | 4 | 5 | 6 | 7 | 8 | 9 | R | H  | E |
| --------------------- | - | - | - | - | - | - | - | - | - | - | -- | - |
| Atlanta Braves        | 0 | 0 | 1 | 1 | 0 | 0 | 1 | 0 | 0 | 3 | 4  | 0 |
| Philadelphia Phillies | 0 | 3 | 1 | 0 | 0 | 3 | 0 | 1 | X | 8 | 13 | 0 |

| Info NLDS Game 4                                                                 |
| -------------------------------------------------------------------------------- |
| WP (Phillies): Brad Hand (1 - 0) / LP (Braves): Charlie Morton (0 - 1) / Save: - |
| HR Braves: Orlando Arcia (1), Matt Olson (2), Travis d'Arnaud (2)                |
| HR Phillies: Brandon Marsh (1), J.T. Realmuto (1), Bryce Harper (2)              |
| Philadelphia Phillies wint NLDS met 3 - 1                                        |
| MLB Gameday                                                                      |

### American League Championship Series

#### Houston Astros (AL1) vs. New York Yankees (AL2)

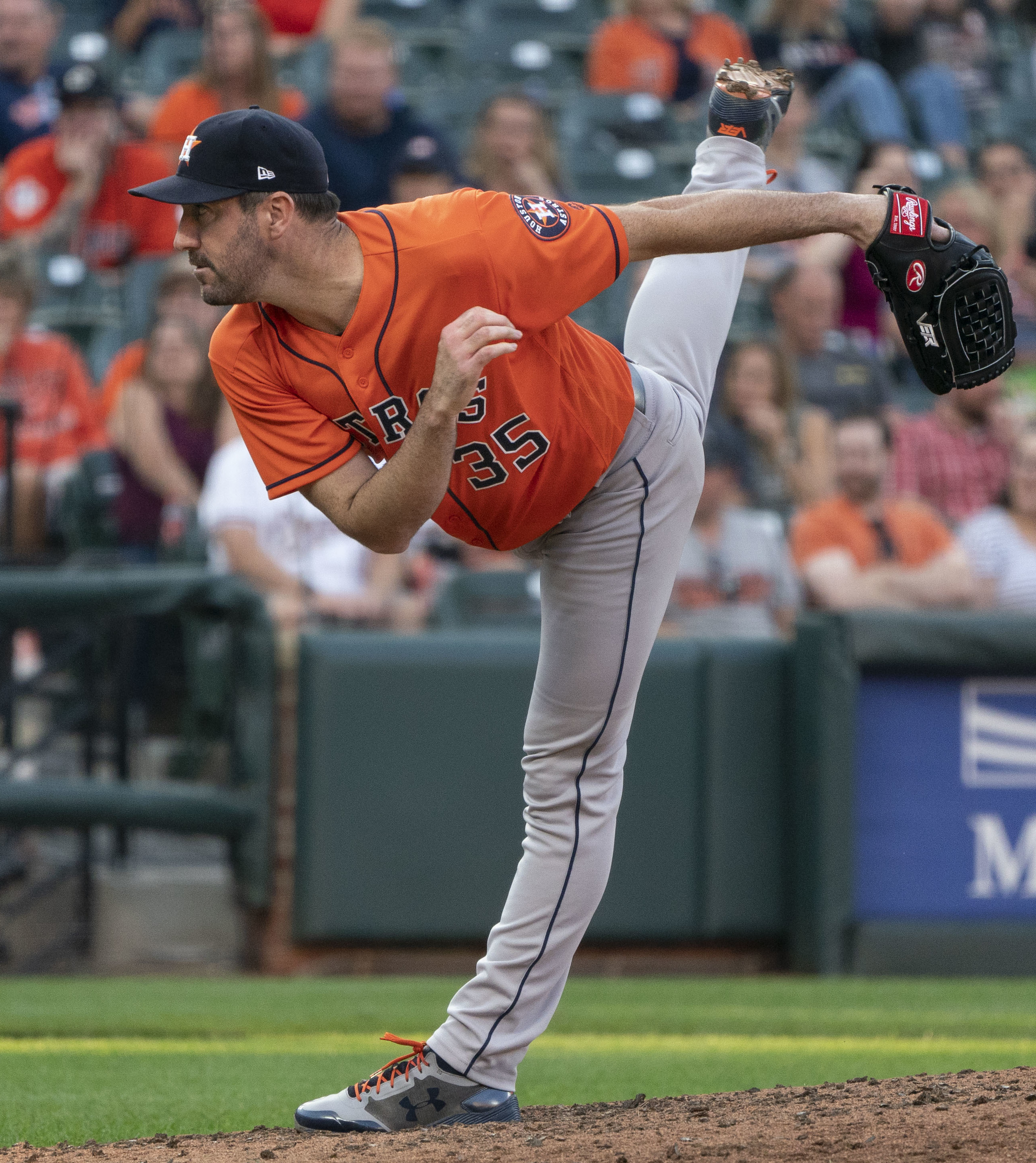
Justin Verlander gooit 11 slagmensen uit in Game 1

|                |  |                  |
| Houston Astros |  | New York Yankees |

| Wedstrijd | Datum      | Uitslag                               | Speeltijd | Toeschouwers |
| --------- | ---------- | ------------------------------------- | --------- | ------------ |
| 1         | 19 oktober | New York Yankees 2 @ Houston Astros 4 | 3:21      | 41.487       |
| 2         | 20 oktober | New York Yankees 2 @ Houston Astros 3 | 3:16      | 41.700       |
| 3         | 22 oktober | Houston Astros 5 @ New York Yankees 0 | 3:35      | 47.569       |
| 4         | 23 oktober | Houston Astros 6 @ New York Yankees 5 | 3:37      | 46.545       |

| Team             | 1 | 2 | 3 | 4 | 5 | 6 | 7 | 8 | 9 | R | H | E |
| ---------------- | - | - | - | - | - | - | - | - | - | - | - | - |
| New York Yankees | 0 | 1 | 0 | 0 | 0 | 0 | 0 | 1 | 0 | 2 | 5 | 0 |
| Houston Astros   | 0 | 1 | 0 | 0 | 0 | 2 | 1 | 0 | X | 4 | 7 | 1 |

| Info ALCS Game 1                                                                                               |
| --- |
| WP (Astros): Justin Verlander (1 - 0) / LP (Yankees): Clarke Schmidt (0 - 1) / Save (Astros): Ryan Pressly (1) |
| HR Yankees: Harrison Bader (1), Anthony Rizzo (1)                                                              |
| HR Astros: Yuli Gurriel (1), Chas McCormick (1), Jeremy Peña (1)                                               |
| Houston Astros leidt ALCS met 1 - 0                                                                            |
| MLB Gameday |

| Team             | 1 | 2 | 3 | 4 | 5 | 6 | 7 | 8 | 9 | R | H | E |
| ---------------- | - | - | - | - | - | - | - | - | - | - | - | - |
| New York Yankees | 0 | 0 | 0 | 2 | 0 | 0 | 0 | 0 | 0 | 2 | 4 | 0 |
| Houston Astros   | 0 | 0 | 3 | 0 | 0 | 0 | 0 | 0 | X | 3 | 8 | 2 |

| Info ALCS Game 2                                                                                            |
| --- |
| WP (Astros): Framber Valdez (1 - 0) / LP (Yankees): Luis Severino (0 - 1) / Save (Astros): Ryan Pressly (2) |
| HR Yankees: -                                                                                               |
| HR Astros: Alex Bregman (1)                                                                                 |
| Houston Astros leidt ALCS met 2 - 0                                                                         |
| MLB Gameday                                                                                                 |

| Team             | 1 | 2 | 3 | 4 | 5 | 6 | 7 | 8 | 9 | R | H | E |
| ---------------- | - | - | - | - | - | - | - | - | - | - | - | - |
| Houston Astros   | 0 | 2 | 0 | 0 | 0 | 3 | 0 | 0 | 0 | 5 | 6 | 0 |
| New York Yankees | 0 | 0 | 0 | 0 | 0 | 0 | 0 | 0 | 0 | 0 | 3 | 1 |

| Info ALCS Game 3                                                                   |
| ---------------------------------------------------------------------------------- |
| WP (Astros): Cristian Javier (1 - 0) / LP (Yankees): Gerrit Cole (0 - 1) / Save: - |
| HR Astros: Chas McCormick (2)                                                      |
| HR Yankees: -                                                                      |
| Houston Astros leidt ALCS met 3 - 0                                                |
| MLB Gameday                                                                        |

| Team             | 1 | 2 | 3 | 4 | 5 | 6 | 7 | 8 | 9 | R | H | E |
| ---------------- | - | - | - | - | - | - | - | - | - | - | - | - |
| Houston Astros   | 0 | 0 | 4 | 0 | 0 | 0 | 2 | 0 | 0 | 6 | 9 | 0 |
| New York Yankees | 2 | 1 | 0 | 1 | 0 | 1 | 0 | 0 | 0 | 5 | 9 | 1 |

| Info ALCS Game 4                                                                                      |
| --- |
| WP (Astros): Héctor Neris (1 - 0) / LP (Yankees): Jonathan Loáisiga / Save (Astros): Ryan Pressly (3) |
| HR Astros: Jeremy Peña (2)                                                                            |
| HR Yankees: Harrison Bader (2)                                                                        |
| Houston Astros wint ALCS met 4 - 0                                                                    |
| MLB Gameday                                                                                           |

### National League Championship Series

#### San Diego Padres (NL5) vs. Philadelphia Phillies (NL6)
|                  |  |                       |
| San Diego Padres |  | Philadelphia Phillies |

| Wedstrijd | Datum      | Uitslag                                       | Speeltijd | Toeschouwers |
| --------- | ---------- | --------------------------------------------- | --------- | ------------ |
| 1         | 18 oktober | Philadelphia Phillies 2 @ San Diego Padres 0  | 2:43      | 44.826       |
| 2         | 19 oktober | Philadelphia Phillies 5 @ San Diego Padres 8  | 3:57      | 44.607       |
| 3         | 21 oktober | San Diego Padres 2 @ Philadelphia Phillies 4  | 3:23      | 45.279       |
| 4         | 22 oktober | San Diego Padres 6 @ Philadelphia Phillies 10 | 3:29      | 45.467       |
| 5         | 23 oktober | San Diego Padres 3 @ Philadelphia Phillies 4  | 3:32      | 45.485       |

| Team                  | 1 | 2 | 3 | 4 | 5 | 6 | 7 | 8 | 9 | R | H | E |
| --------------------- | - | - | - | - | - | - | - | - | - | - | - | - |
| Philadelphia Phillies | 0 | 0 | 0 | 1 | 0 | 1 | 0 | 0 | 0 | 2 | 3 | 1 |
| San Diego Padres      | 0 | 0 | 0 | 0 | 0 | 0 | 0 | 0 | 0 | 0 | 1 | 0 |

| Info NLCS Game 1                                                                                           |
| --- |
| WP (Phillies): Zack Wheeler (1 - 0) / LP (Padres): Yu Darvish (0 - 1) / Save (Phillies): José Alvarado (1) |
| HR Phillies: Bryce Harper (1), Kyle Schwarber (1)                                                          |
| HR Padres: -                                                                                               |
| Philadelphia Phillies leidt NLCS met 1 - 0                                                                 |
| MLB Gameday                                                                                                |

| Team                  | 1 | 2 | 3 | 4 | 5 | 6 | 7 | 8 | 9 | R | H  | E |
| --------------------- | - | - | - | - | - | - | - | - | - | - | -- | - |
| Philadelphia Phillies | 0 | 4 | 0 | 0 | 0 | 1 | 0 | 1 | 0 | 5 | 8  | 0 |
| San Diego Padres      | 0 | 2 | 0 | 0 | 5 | 0 | 1 | 0 | X | 8 | 12 | 1 |

| Info NLCS Game 2                                                                                     |
| --- |
| WP (Padres): Blake Snell (1 - 0) / LP (Phillies): Aaron Nola (0 - 1) / Save (Padres): Josh Hader (1) |
| HR Phillies: Rhys Hoskins (1)                                                                        |
| HR Padres: Brandon Drury (1), Josh Bell (1), Manny Machado (1)                                       |
| Stand NLCS is 1 - 1                                                                                  |
| MLB Gameday                                                                                          |

| Team                  | 1 | 2 | 3 | 4 | 5 | 6 | 7 | 8 | 9 | R | H | E |
| --------------------- | - | - | - | - | - | - | - | - | - | - | - | - |
| San Diego Padres      | 0 | 0 | 0 | 1 | 1 | 0 | 0 | 0 | 0 | 2 | 7 | 0 |
| Philadelphia Phillies | 1 | 0 | 0 | 2 | 0 | 1 | 0 | 0 | X | 4 | 9 | 2 |

| Info NLCS Game 3 |
| --- |
| WP (Phillies): Ranger Suárez (1 - 0) / LP (Padres): Joe Musgrove (0 - 1) / Save (Phillies): Seranthony Domínguez (1) |
| HR Padres: - |
| HR Phillies: Kyle Schwarber (2)                                                                                      |
| Philadelphia Phillies leidt NLCS met 2 - 1                                                                           |
| MLB Gameday |

| Team                  | 1 | 2 | 3 | 4 | 5 | 6 | 7 | 8 | 9 | R  | H  | E |
| --------------------- | - | - | - | - | - | - | - | - | - | -- | -- | - |
| San Diego Padres      | 4 | 0 | 0 | 0 | 2 | 0 | 0 | 0 | 0 | 6  | 8  | 0 |
| Philadelphia Phillies | 3 | 0 | 0 | 1 | 4 | 1 | 1 | 0 | X | 10 | 11 | 0 |

| Info NLCS Game 4                                                              |
| ----------------------------------------------------------------------------- |
| WP (Phillies): Brad Hand (1 - 0) / LP (Padres): Sean Manaea (0 - 1) / Save: - |
| HR Padres: Manny Machado (2), Juan Soto (1)                                   |
| HR Phillies: Rhys Hoskins 2 (3), Kyle Schwarber (3), J.T. Realmuto (1)        |
| Philadelphia Phillies leidt NLCS met 3 - 1                                    |
| MLB Gameday                                                                   |

| Team                  | 1 | 2 | 3 | 4 | 5 | 6 | 7 | 8 | 9 | R | H | E |
| --------------------- | - | - | - | - | - | - | - | - | - | - | - | - |
| San Diego Padres      | 0 | 0 | 0 | 1 | 0 | 0 | 2 | 0 | 0 | 3 | 5 | 0 |
| Philadelphia Phillies | 0 | 0 | 2 | 0 | 0 | 0 | 0 | 2 | X | 4 | 6 | 0 |

| Info NLCS Game 5                                                                                               |
| --- |
| WP (Phillies): José Alvarado (1 - 0) / LP (Padres): Robert Suárez (0 - 1) / Save (Phillies): Ranger Suárez (1) |
| HR Padres: Juan Soto (2)                                                                                       |
| HR Phillies: Rhys Hoskins (4), Bryce Harper (2)                                                                |
| Philadelphia Phillies wint NLCS met 4 - 1                                                                      |
| MLB Gameday |

### World Series

#### Houston Astros (AL2) vs. Philadelphia Phillies (NL6)

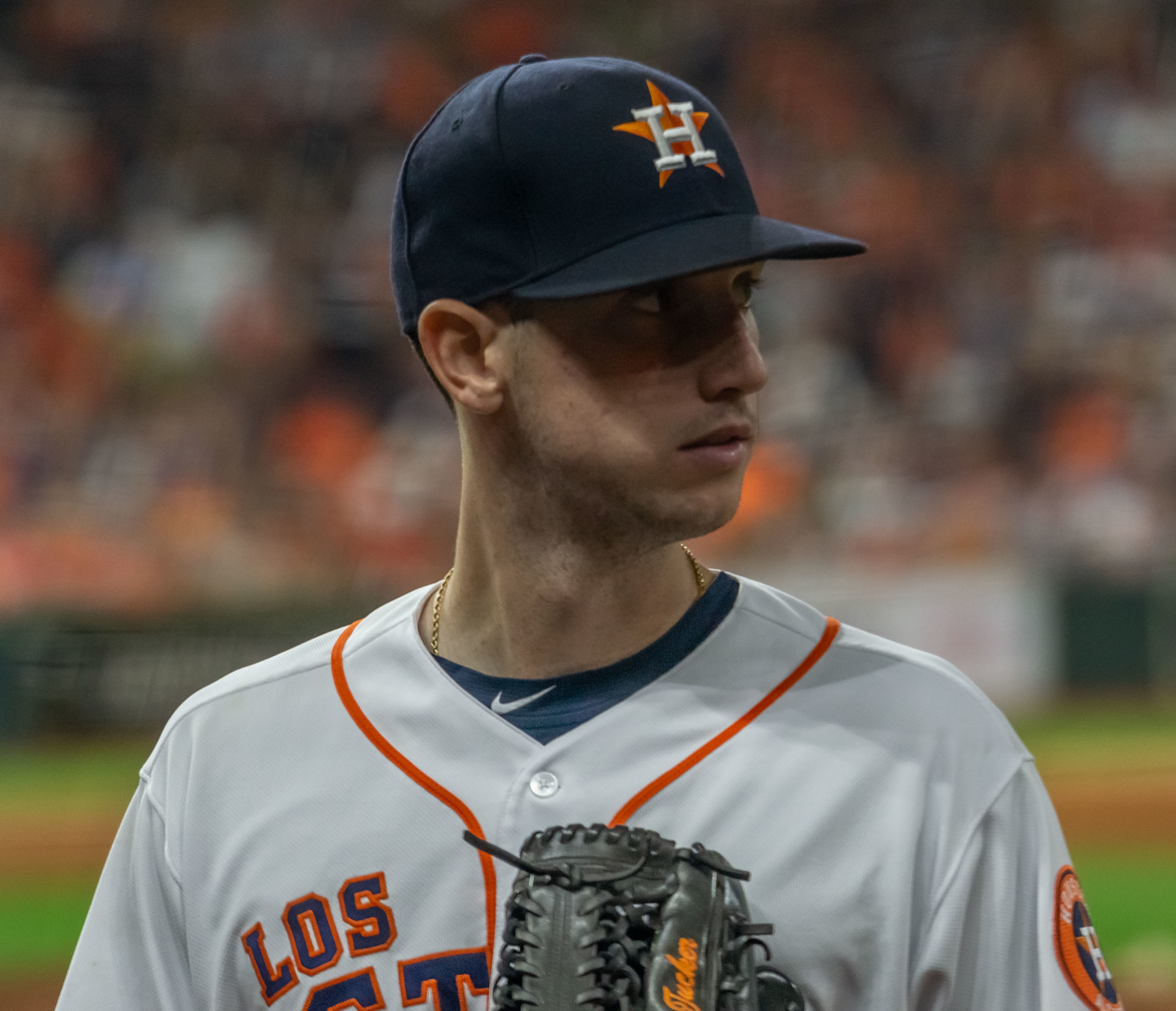
Kyle Tucker slaat twee home runs voor de Astros in Game 1

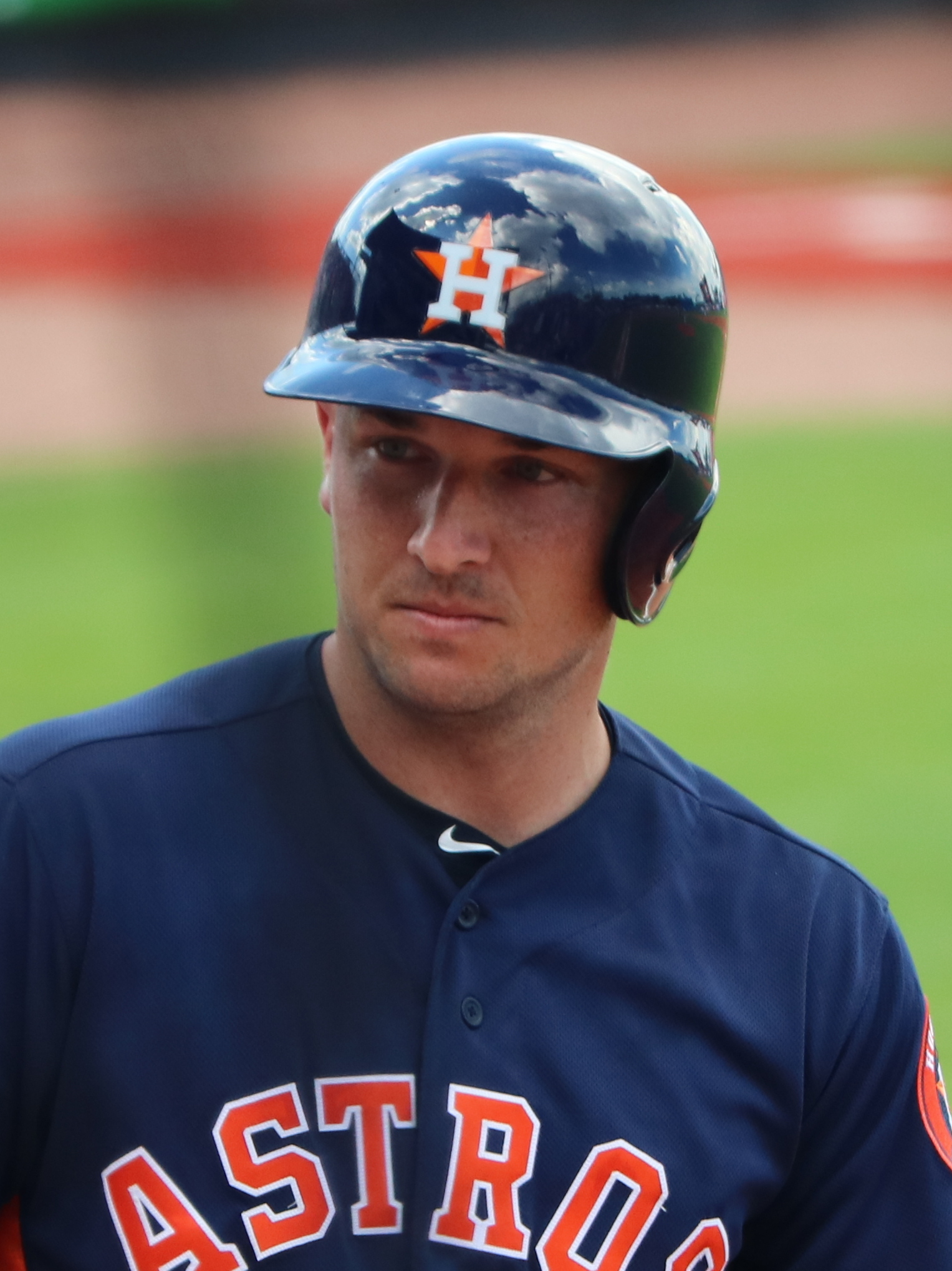
Alex Bregman van de Astros slaat een home run in de vijfde inning van Game 2

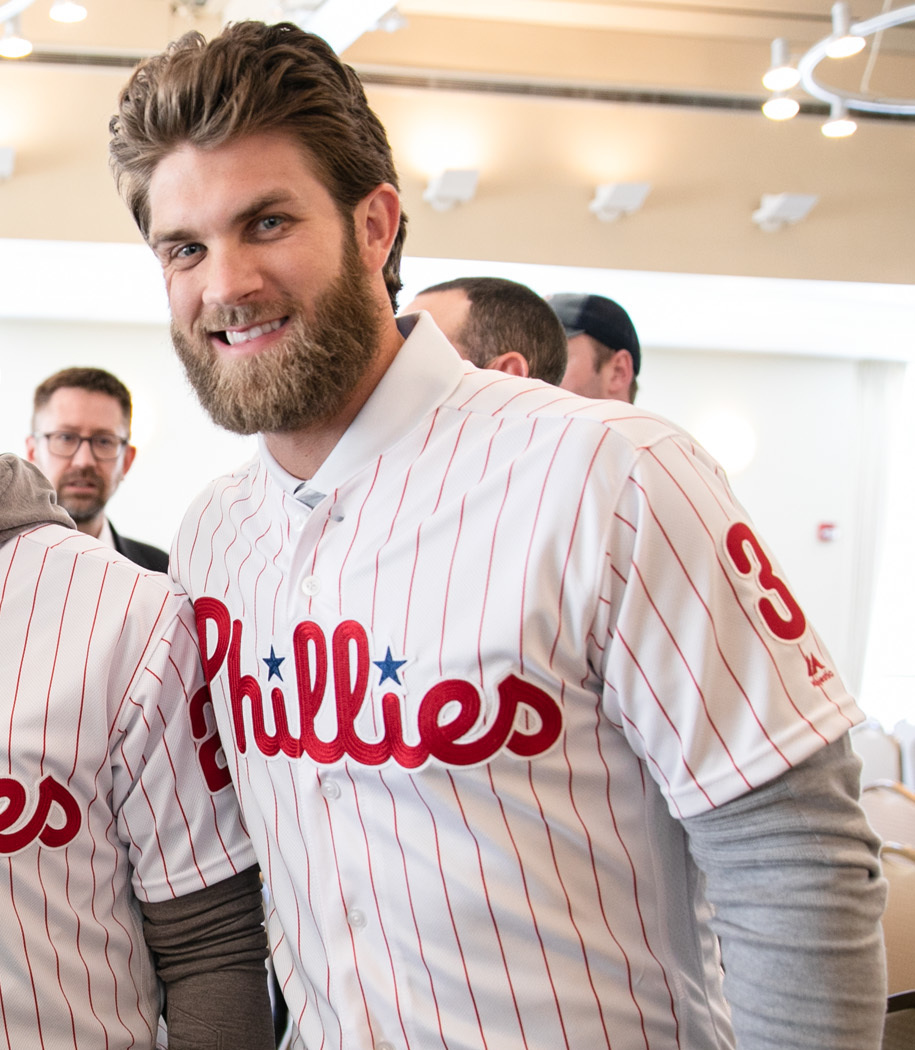
Bryce Harper slaat de eerste home run (van de vijf) voor de Phillies in Game 3

|                |  |                       |
| Houston Astros |  | Philadelphia Phillies |

| Wedstrijd | Datum      | Uitslag                                    | Speeltijd | Toeschouwers |
| --------- | ---------- | ------------------------------------------ | --------- | ------------ |
| 1         | 28 oktober | Philadelphia Phillies 6 @ Houston Astros 5 | 4:34      | 42.903       |
| 2         | 29 oktober | Philadelphia Phillies 2 @ Houston Astros 5 | 3:18      | 42.926       |
| 3         | 1 november | Houston Astros 0 @ Philadelphia Phillies 7 | 3:08      | 45.712       |
| 4         | 2 november | Houston Astros 5 @ Philadelphia Phillies 0 | 3:25      | 45.693       |
| 5         | 3 november | Houston Astros 3 @ Philadelphia Phillies 2 | 3:57      | 45.693       |
| 6         | 5 november | Philadelphia Phillies 1 @ Houston Astros 4 | 3:13      | 42.958       |

| Team                  | 1 | 2 | 3 | 4 | 5 | 6 | 7 | 8 | 9 | 10 | R | H  | E |
| --------------------- | - | - | - | - | - | - | - | - | - | -- | - | -- | - |
| Philadelphia Phillies | 0 | 0 | 0 | 3 | 2 | 0 | 0 | 0 | 0 | 1  | 6 | 9  | 0 |
| Houston Astros        | 0 | 2 | 3 | 0 | 0 | 0 | 0 | 0 | 0 | 0  | 5 | 10 | 0 |

| Info WS Game 1 |
| --- |
| WP (Phillies): Seranthony Domínguez (1 - 0) / LP (Astros): Luis García (0 - 1) / Save (Phillies): David Robertson (1) |
| HR Phillies: J.T. Realmuto (1)                                                                                        |
| HR Astros: Kyle Tucker 2 (2)                                                                                          |
| Philadelphia Phillies leidt WS met 1 - 0                                                                              |
| MLB Gameday |

| Team                  | 1 | 2 | 3 | 4 | 5 | 6 | 7 | 8 | 9 | R | H | E |
| --------------------- | - | - | - | - | - | - | - | - | - | - | - | - |
| Philadelphia Phillies | 0 | 0 | 0 | 0 | 0 | 0 | 1 | 0 | 1 | 2 | 6 | 1 |
| Houston Astros        | 3 | 0 | 0 | 0 | 2 | 0 | 0 | 0 | X | 5 | 7 | 2 |

| Info WS Game 2                                                                      |
| ----------------------------------------------------------------------------------- |
| WP (Astros): Framber Valdez (1 - 0) / LP (Phillies): Zack Wheeler (0 - 1) / Save: - |
| HR Phillies: -                                                                      |
| HR Astros: Alex Bregman (1)                                                         |
| Stand WS is 1 - 1                                                                   |
| MLB Gameday                                                                         |

| Team                  | 1 | 2 | 3 | 4 | 5 | 6 | 7 | 8 | 9 | R | H | E |
| --------------------- | - | - | - | - | - | - | - | - | - | - | - | - |
| Houston Astros        | 0 | 0 | 0 | 0 | 0 | 0 | 0 | 0 | 0 | 0 | 5 | 0 |
| Philadelphia Phillies | 2 | 2 | 0 | 0 | 3 | 0 | 0 | 0 | X | 7 | 7 | 0 |

| Info WS Game 3                                                                                        |
| --- |
| WP (Phillies): Ranger Suárez (1 - 0) / LP (Astros): Lance McCullers Jr. (0 - 1) / Save: -             |
| HR Astros: -                                                                                          |
| HR Phillies: Bryce Harper (1), Alec Bohm (1), Brandon Marsh (1), Kyle Schwarber (1), Rhys Hoskins (1) |
| Philadelphia Phillies leidt WS met 2 - 1                                                              |
| MLB Gameday                                                                                           |

| Team                  | 1 | 2 | 3 | 4 | 5 | 6 | 7 | 8 | 9 | R | H  | E |
| --------------------- | - | - | - | - | - | - | - | - | - | - | -- | - |
| Houston Astros        | 0 | 0 | 0 | 0 | 5 | 0 | 0 | 0 | 0 | 5 | 10 | 0 |
| Philadelphia Phillies | 0 | 0 | 0 | 0 | 0 | 0 | 0 | 0 | 0 | 0 | 0  | 0 |

| Info WS Game 4                                                                     |
| ---------------------------------------------------------------------------------- |
| WP (Astros): Cristian Javier (1 - 0) / LP (Phillies): Aaron Nola (0 - 1) / Save: - |
| HR Astros: -                                                                       |
| HR Phillies: -                                                                     |
| No-hitter Astros / Stand WS is 2 - 2                                               |
| MLB Gameday                                                                        |

| Team                  | 1 | 2 | 3 | 4 | 5 | 6 | 7 | 8 | 9 | R | H | E |
| --------------------- | - | - | - | - | - | - | - | - | - | - | - | - |
| Houston Astros        | 1 | 0 | 0 | 1 | 0 | 0 | 0 | 1 | 0 | 3 | 9 | 0 |
| Philadelphia Phillies | 1 | 0 | 0 | 0 | 0 | 0 | 0 | 1 | 0 | 2 | 6 | 1 |

| Info WS Game 5 |
| --- |
| WP (Astros): Justin Verlander (1 - 0) / LP (Phillies): Noah Syndergaard (0 - 1) / Save (Astros): Ryan Pressly (1) |
| HR Astros: Jeremy Peña (1)                                                                                        |
| HR Phillies: Kyle Schwarber (2)                                                                                   |
| Houston Astros leidt WS met 3 - 2                                                                                 |
| MLB Gameday |

| Team                  | 1 | 2 | 3 | 4 | 5 | 6 | 7 | 8 | 9 | R | H | E |
| --------------------- | - | - | - | - | - | - | - | - | - | - | - | - |
| Philadelphia Phillies | 0 | 0 | 0 | 0 | 0 | 1 | 0 | 0 | 0 | 1 | 3 | 1 |
| Houston Astros        | 0 | 0 | 0 | 0 | 0 | 4 | 0 | 0 | X | 4 | 7 | 0 |

| Info WS Game 6                                                                                              |
| --- |
| WP (Astros): Framber Valdez (2 - 0) / LP (Phillies): Zack Wheeler (0 - 2) / Save (Astros): Ryan Pressly (2) |
| HR Phillies: Kyle Schwarber (3)                                                                             |
| HR Astros: Yordan Álvarez (1)                                                                               |
| Houston Astros wint WS met 4 - 2                                                                            |
| MLB Gameday                                                                                                 |